# Rychlostní silnice S52 (Polsko)
Rychlostní silnice S52 je polská rychlostní silnice navazující na českou dálnici D48. Spojuje polsko-českou hranici v Těšíně s Bílském-Bělou a je součástí evropských silnic E75 a E462. Jako S52 je označen také severozápadní úsek obchvatu Krakova. Do budoucna se počítá se spojením obou části silnice výstavbou tzv. Beskydské integrační cesty Bílsko-Bělá–Wadowice–Krakov, která je ovšem teprve v koncepční fázi a její plánování doprovázejí četné spory. Celková délka bude 142,9 km.
Do 4. srpna 2016 byla silnice Těšín–Bílsko-Bělá označena jako úsek rychlostní silnice S1, která teď po změnách vede na jih od Bílska-Bělé k slovenské hranici a jejím pokračováním je slovenská dálnice D3. Krakovský úsek nynější S52 byl do té doby součástí rychlostní silnice S7.

## Přehled úseků

### Zprovozněné úseky
Úseky od Bílska Bělé k českým hranicím byly stavěny v 10. letech 21. století:
- Těšín – Humna – Ohrazená — Loučka – Mezisvětí: 2002–2005
- Pohoří – Hradec – Svěntošůvka – Jasenice – Bílsko-Bělá: 2002–2006, přičemž úsek Jasenice – Bílsko-Bělá vznikl přestavbou dřívější gierkówky, čtyřproudové silnice I. třídy zprovozněné v 70. letech;
- obchvat Skočova: 2007

Městské úseky jsou starší – úsek v Těšíně je z roku 1995. Úsek v Krakově je z roku 1986. Tento úsek byl dříve součástí dálnice A4

### Úseky ve výstavbě

#### Modlniczka – Mistrzejowice
Tento úsek bude tvořit severní obchvat Krakova. Bude mít tři pruhy v každém směru a bude dlouhý 12,5 km. Stavba byla zahájena 9.7.2020 a výstavba bude probíhat do roku 2023.

### Připravované úseky

#### Beskydská integrační cesta
Od křižovatky Suchy Potok se plánuje výstavba rychlostní komunikace přes města Kęty a Kalwaria Zebrzydowska a skončila by na křižovatce Glogoczów se státní silnicí 7. Původně to měla být čtyřpruhová silnice státní silnice 52. S vedením trasy se vedou četné spory.